# Paul Reed Smith
Paul Reed Smith (18 de febrero de 1956) es un lutier fundador y propietario de la compañía estadounidense fabricante de guitarras de gama alta PRS Guitars.
Smith se graduó en la Bowie High School en 1974. Asistió también al St. Mary’s College of Maryland donde comenzó su carrera como fabricante de guitarras.
Construyó su primera guitarra mientras era estudiante en el St. Mary's College de Maryland, y continuó fabricándolas después de terminar la universidad, construyendo una al mes. Junto a un vecino, John "Orkie" Ingram, formaron el núcleo de lo que más tarde se convertiría en Paul Reed Smith Guitars.
Smith solía llevar sus guitarras al backstage de los conciertos a los que asistía, y finalmente tuvo su oportunidad cuando Derek St. Holmes, del grupo Ted Nugent Band, aceptó probar la #2, la segunda guitarra que Smith había construido. St. Holmes tocó las primeras canciones del repertorio con ella, y Smith, después de mostrársela a otros guitarristas, voló a Detroit a regalársela. St. Holmes finalmente la vendió por 200 dólares. Otro guitarrista que ha sido fiel a la marca es Carlos Santana, que tiene varios modelos signature con PRS a la que patrocina.
Smith contactó entonces con Ted McCarty, expresidente de Gibson y creador de los modelos Explorer, ES-335 y Flying V, que se convirtió en su mentor y consejero. El resultado de su colaboración fue la actual línea de guitarras PRS, que incluye guitarras tanto de cuerpo sólido como huecas.
Al contrario que Ted McCarty y Leo Fender, Smith toca la guitarra en su propia banda, The Paul Reed Smith band.